# Москалівка (Полонська міська громада)
Москалі́вка — село в Україні, у Полонській міській громаді Шепетівського району Хмельницької області. Розташоване на південному сході району.

## Географія
Через село протікає річка Деревичка. Сусідніми населеними пунктами є Кустівці, Онацьківці, Воробіївка.

## Історія
В інвентарі маєтностей князя Острозького від 1620 р. згадується замковий двір в селі Москалівка. Шляхетський двір мав будинок, стайню, гумно, льох, бровар, солодовню, обору, загін для худоби, хліви та кухоньку. Село тоді відносилось до Остропільської волості.
7 (20) листопада 1917 року, відповідно до Третього Універсалу Української Центральної Ради, увійшло до складу Української Народної Республіки.
Село постраждало в часі Голодомору 1932—1933 років, за різними даними, померло приблизно 10 осіб.
12 червня 2020 року, відповідно до розпорядження Кабінету Міністрів України № 727-р «Про визначення адміністративних центрів та затвердження територій територіальних громад Хмельницької області», увійшло до складу Полонської міської територіальної громади.
19 липня 2020 року, в результаті адміністративно-територіальної реформи та ліквідації Полонського району, село увійшло до складу Шепетівського району.

## Населення

### Мова
Розподіл населення за рідною мовою за даними перепису 2001 року:
| Мова       | Кількість | Відсоток |
| ---------- | --------- | -------- |
| українська | 228       | 99.13%   |
| російська  | 1         | 0.44%    |
| білоруська | 1         | 0.43%    |
| Усього     | 230       | 100%     |

## Галерея

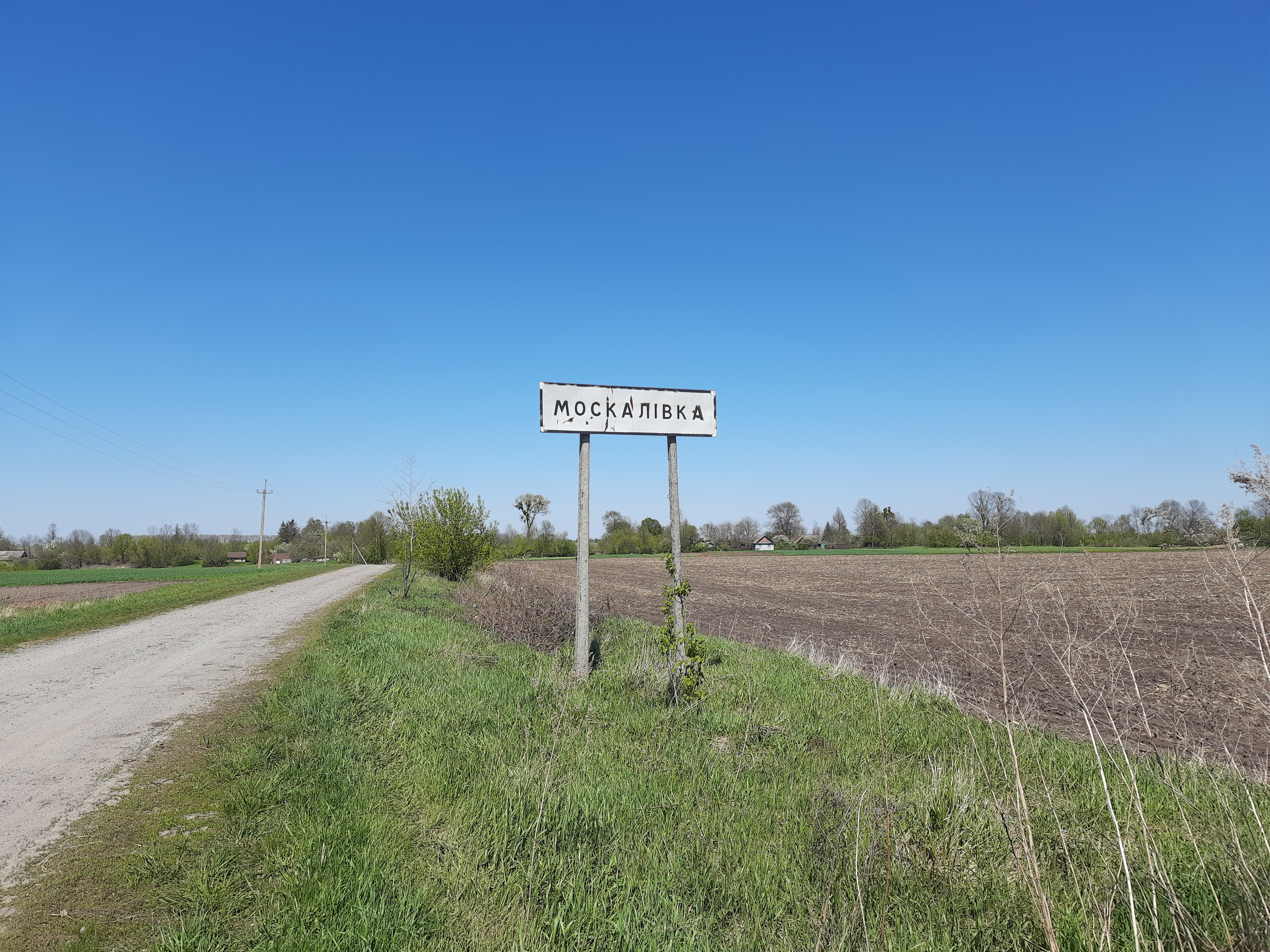
В'їзд у село
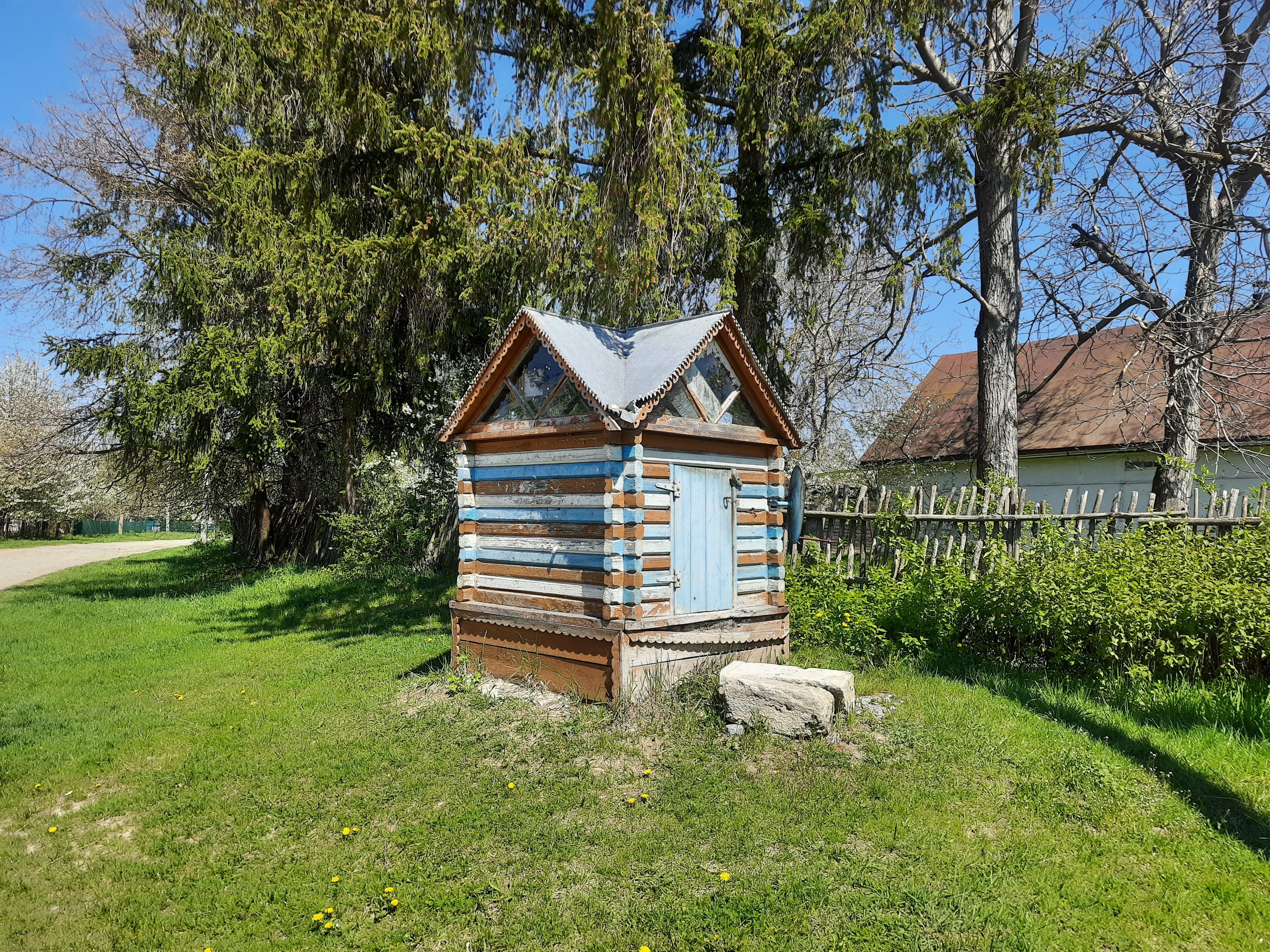
Сільська криниця
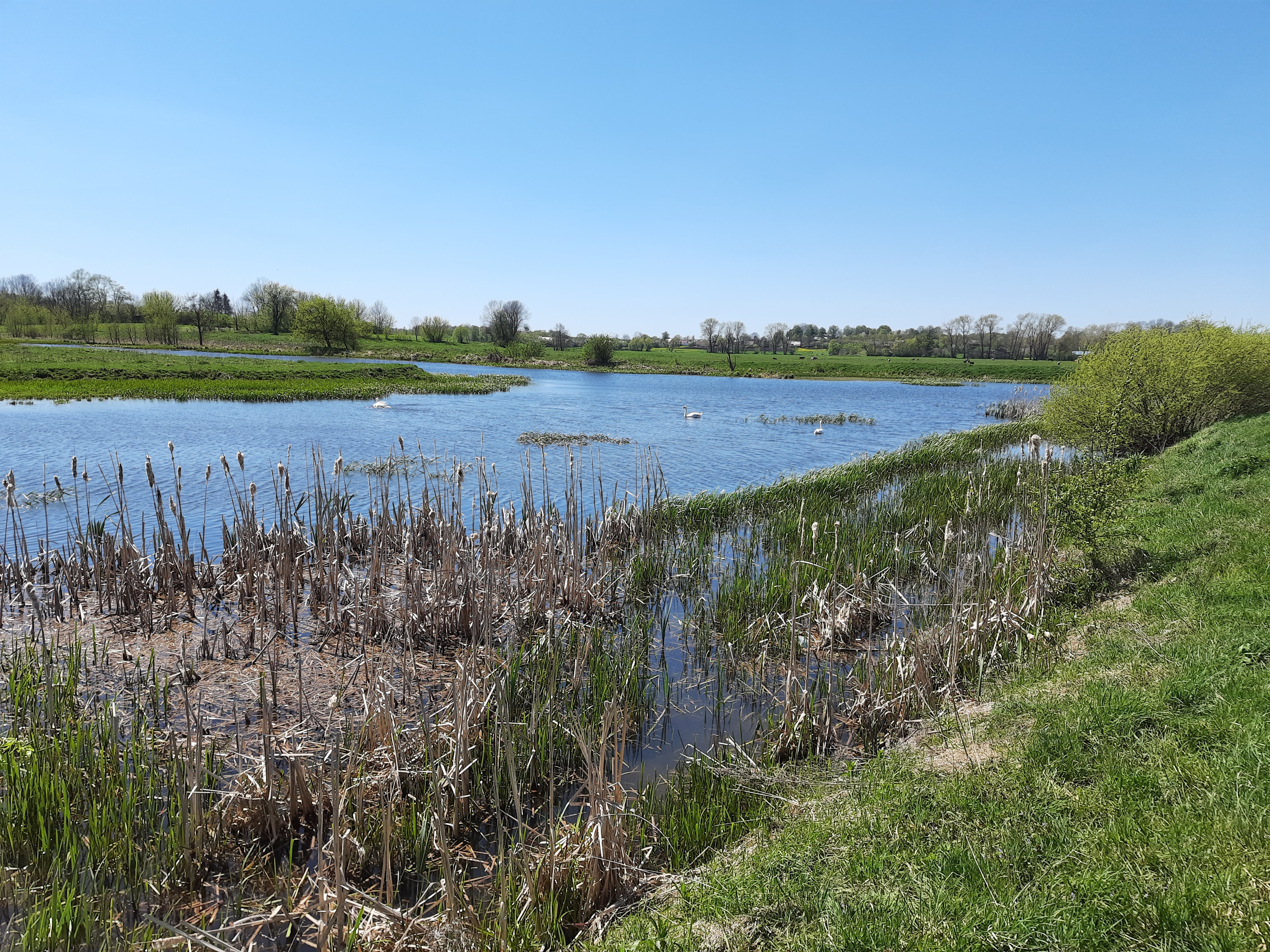
Краєвиди біля села